# Los Desheredados (periòdic)
Los Desheredados va ser un setmanari anarquista català de la dècada de 1880. El seu primer número va ser editat a Sabadell (Vallès Occidental, Catalunya) el 6 de maig de 1882. Es van publicar 235 números, l'últim el 26 de novembre de 1886. Posteriorment, reaparegué el 26 d'abril de 1890 i es van publicar nou números més. Encara que el seu títol coincideix amb el del grup clandestí anarquista Los Desheredados, una escissió andalusa de la Federación de Trabajadores de la Región Española (FTRE), no té res a veure amb ell. De fet, la redacció de la publicació es manifestà totalment contrària a l'il·legalisme i a la propaganda pel fet dels seus homònims.
Lligat, en els seus inicis, al Cercle Cooperatiu Recreatiu de Sabadell i a la Federació Local de Societats Obreres (de tendència federal i lliurepensadora) va ser dirigit per l'exsacerdot José Hernández Ardieta, per Enric Trias i pel ceramista Marian Burguès Serra. Des de juliol de 1884 el va dirigir el mestre anarquista José López Montegro, amb una orientació anarcocol·lectivista. Des de 6 de setembre de 1883, es va afegir el subtítol Periódico defensor de la Federació Española de Trabajadores i a partir del 28 de novembre de 1884, el subtítol va ser Periódico anárquico colectivista.
La primera vaga a Sabadell (La Vaga de les Set Setmanes), l'any 1883, que acabà amb la intervenció del sometent, la derrota dels vaguistes i el tancament de la seu de la Federación de Trabajadores de la Región Española, també va tenir conseqüències pel periòdic que va rebre diverses multes. L'estiu de 1883 Los Desheredados va interrompre la seva publicació i, uns anys més tard, el març de 1885, López Montenegro va ser detingut.
Los Desheredados va tenir un marcat caràcter anticlerical i laïcista. Alguns articles es publicaren en català. Algunes persones que hi participaren amb els seus treballs varen ser: Teresa Claramunt, Joan Cusidó, Antonio García, Juan Guarro y Elías, Piotr Kropotkin, Fernando Laffont, Anselmo Lorenzo, Baldomero Milà, José Nakens, Navarro Murillo, Federico Oliver, Orfeo, Gabriel Peig i León Tochis, entre d'altres.